# ارين ر. بريغز
ارين ر. بريغز (بالإنجليزية: Warren R. Briggs)‏ هو مهندس معماري أمريكي، ولد في 1850 في مالدن في الولايات المتحدة، وتوفي في 1933 في Stratford, Connecticut ‏ في الولايات المتحدة.